# Soukous

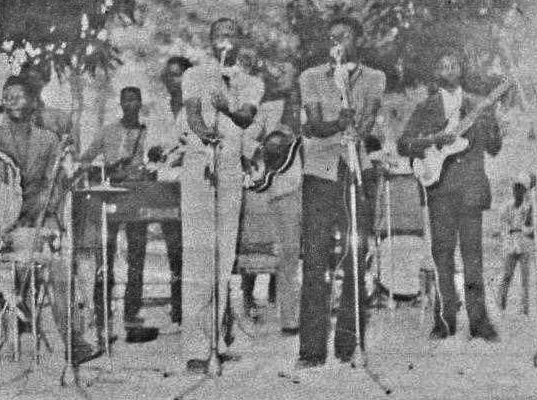
De Congolese band Zaïko Langa Langa (1971)

Soukous is een muziekgenre dat ontstond in Congo-Kinshasa en Congo-Brazzaville in het begin van de 20e eeuw. Het kan omschreven worden als een snelle vorm van de rumba. 

## Naam
Soukous wordt ook als sukus of soukouss geschreven en is afgeleid van het Franse woord secousse (geschud, geschokt), wat een letterlijke vertaling van het Engelse rock-'n-roll is. Alternatieve namen zijn Kwassa Kwassa (van het Franse quoi ça? = wat is dat?), Ndombolo (een subgenre), Rumba Lingala, Congo music.

## Ontwikkeling
De oorsprong van de soukous is de Congolese rumba, een dansmuziek die door Congolese musici in de jaren 30 van de 20ste eeuw ontwikkeld werd. Feitelijk betreft het een ontwikkeling van de Cubaanse son (en niet de rumba) die de lokale bevolking herkende en oppikte omdat het eigenlijk hun eigen muziek was maar met een ander instrumentarium. Vanaf de jaren 1940 werd deze muziek mede door de opkomst van opnamestudio's en radiostations steeds populairder in Afrika bezuiden der Sahara en werd gespeeld door grote orkesten met zangers, conga's, gitaren en basgitaren. 
In de jaren 60 had de muziek zich zo ontwikkeld, dat zij als navolger van de Congolese rumba en als eigen stijl gezien werd. Een wezenlijk kenmerk van de soukous ontstond door de introductie van de elektrische gitaar, die sindsdien de muziekrichting domineert. De bekendste kunstenaar van deze tijd was Joseph Kabasele.
In de jaren 80 en 90 werden Parijse studio's gebruikt door de vele grote sterren, en er werden ook meer synthesizers en andere elektronische instrumenten gebruikt. De contacten tussen soukous- en zouk-artiesten in de Parijse muziekwereld had enorme muzikale invloed over en weer tot gevolg. De zogenaamde "roi de soukous" was Aurlus Mabélé (1953-2020).
Moderne soukous-artiesten zijn Pépé Kalé, Diblo Dibala, Kanda Bongo Man, Koffi Olomide en Papa Wemba.

## Ndombolo
Ndombolo is een snellere variant van de soukous en is erg populair in West-, Centraal- en Oost-Afrika. De bijbehorende dans wordt in sommige landen als obsceen ervaren.  
Populaire Ndombolo-artiesten zijn Awilo Longomba, Koffi Olomide, J.B. M’Piana en groepen zoals Extra Musica en Wenge Musica. 

## Kenmerken

### Muziek
In de jaren 60 was een soukousband vaak overeenkomstig een Cubaans soncombo samengesteld en bestond uit: zang, elektrische gitaar, basgitaar, saxofoon, trompet, clarinet, conga's en maraca's. Later kwamen hier onder invloed van de internationale popmuziek andere instrumenten bij, zoals synthesizers. Een centrale rol speelt de elektrische gitaar, die in vrijwel elk lied lange solo's speelt. De tonen zijn hierbij relatief hoog, het ritme snel, met veel herhalingen. Er wordt gebruik gemaakt van een echo-effect. De combinatie hiervan geeft de muziek een werking die soms als hypnotiserend beschreven wordt. Veelal word gebruik gemaakt vanmajeurakkoorden, die in de vorm van arpeggio's gespeeld worden. 
De drums spelen vaak een snel en monotoon ritme, cavacha genoemd, die het fundament van een lied vormt.

### Teksten
De teksten worden uitsluitend in het Frans en in Lingala gezongen. Door de tweetaligheid in Congo is het gebruikelijk, dat de twee talen naast elkaar gebruikt worden in hetzelfde lied en vaak ook met elkaar vervlochten worden binnen een zin of strofe. De thema's betreffen vaak de liefde, de ellende van het leven van alledag of - meestal cryptisch geformuleerd - politieke problemen.